# Johann Ludwig Christ
Johann Ludwig Christ est un naturaliste, un jardinier et un pasteur allemand, né le 18 octobre 1739 à Öhringen et mort le 19 novembre 1813 à Kronberg im Taunus .
Il est spécialiste des hyménoptères et fait paraître en 1791 une très importante monographie sous le titre de Naturgeschichte, Klassifikation und Nomenklatur der Insekten vom Bienen, Wespen und Ameisengeschlecht.
Il étudie également les arbres fruitiers et fait paraître Vollständige Pomologie (2 volumes, 1809-1822).